# آلباتروس سی. ۱۴
آلباتروس سی. ۱۴ (به انگلیسی: Albatros_C.XIV) یک هواگرد از نوع  هواپیمای جنگنده دو سرنشینه ساخت شرکت آلباتروس فلوکتسایک‌ورک در آلمان است. هواگرد آلباتروس سی. ۱۴ نخستین پروازش را در بهار ۱۹۱۸ میلادی انجام داد. در مجموع، تعداد ۱ فروند از این هواگرد ساخته شده‌است.